# Каскад (клуб)
«Каскад» — обласний спортивно-екологічний клуб у м. Тернопіль.
Діє на громадських засадах, об'єднує понад 300 учнів шкіл і студентів вишів міста.
Керівник — О. Ліщенко.
Члени клубу вивчають природу Тернопільської області, беруть участь у всеукраїнській акції «Чисті джерела», проводять заходи для збереження навколишнього середовища (очищають потічки, річки, стави; виявляють факти забруднення природних об'єктів і порушення правил рибальства; насаджують дерева тощо), організовують спортивно-екологічні змагання, свята, творчі виступи.